# Carlos Mendes (voetballer)
Carlos Mendes (Mineola, 25 december 1980) is een voormalig Amerikaans profvoetballer en huidig hoofdtrainer van New York Cosmos.

## Carrière
Mendes startte zijn carrière bij de Long Island Rough Riders in de USL Pro Soccer League. Na in 2002 tien wedstrijden te hebben gespeeld voor de Rough Riders, ging hij spelen voor de Rochester Rhinos, waar hij uitgroeide tot een basisspeler. Tussen 2003 en 2004 speelde Mendes zevenendertig competitiewedstrijden voor de Rhinos, waarin hij eenmaal wist te scoren.
Met ingang van 2005 ging hij spelen voor de New Jersey Metrostars, het latere New York Red Bulls. Ook hier groeide hij uit tot een vaste basisspeler in het hart van de verdediging. Ook in 2006 startte hij iedere wedstrijd.
Mendes bleef doorgaan met zijn solide spel, maar Bruce Arena gaf hij de voorkeur aan andere spelers. Desondanks kwam hij nog tot drieëntwintig wedstrijden, waarvan hij er negentien startte. Voor het seizoen 2008 werd Mendes een verdedigende middenvelder met zeventien wedstrijden in het reguliere seizoen. Tijdens de MLS Play-offs keerde hij terug naar zijn favoriete centrale verdedigingspositie. Ze wonnen met 1-0 van Real Salt Lake en hij droeg bij aan het bereiken van de eerste MLS Cup-finale in de geschiedenis van de club. In 2009 werd hij geplaagd door blessures en kwam hij tot slechts twaalf competitiewedstrijden. In 2010 was hij nog aan het herstellen, maar eenmaal hersteld werd hij weer eerste keus centraal achterin met debutant Tim Ream. Op 21 oktober 2010 won Mendes met New York Red Bulls met 2-0 van New England Revolution, waardoor de Bulls de Eastern Conference wonnen.
Op 26 maart 2011 werd Mendes de zesde Red Bull-speler die tienduizend minuten speelde voor de club in de MLS. Aan het eind van het seizoen steeg hij zelfs naar de tweede plaats op de lijst van meeste minuten gespeeld, meest gespeelde wedstrijden en meeste wedstrijden gestart.
Op 30 november 2011 lieten de Bulls weten Mendes in 2012 niet meer nodig te hebben, waardoor hij werd geschikt voor de MLS Re-Entry Draft. Op 5 december 2011 werd Mendes door Columbus Crew geselecteerd in de eerste ronde van de MLS Re-Entry Draft. Zij contracteerden hem direct voor het seizoen 2012.
Op 11 december 2012 werd bekend dat Mendes zou gaan spelen voor de New York Cosmos in hun eerste seizoen sinds hun heroprichting in 2010. 

## Trainerscarrière
In december 2017 beëindigde Mendes zijn voetballoopbaan en werd in maart 2018 aangesteld als hoofdtrainer van het tweede elftal van New York Cosmos. In januari 2019 werd Mendes aangesteld als hoofdtrainer van het eerste elftal van New York Cosmos.